# Saint-Genis-de-Saintonge
Pour les articles homonymes, voir Saint-Genis (homonymie).
Saint-Genis-de-Saintonge est une commune du sud-ouest de la France, située dans le département de la Charente-Maritime (région Nouvelle-Aquitaine). Ses habitants sont appelés les Saint-Genésiens ou Génésiens et les Saint-Genésiennes ou Génésiennes.
Établie au cœur de la campagne charentaise, à proximité de la forêt de la Lande et à peu de distance des rives de l'estuaire de la Gironde, cette petite cité est un des pôles d'équilibre du canton de Pons. Elle fut longtemps le chef-lieu du canton de Saint-Genis-de-Saintonge, disparu en 2015.
Traversée par une des plus importantes artères du département, la D 137, qui draine quotidiennement un important trafic, elle concentre commerces, services et quelques entreprises, souvent liées au secteur de l'agriculture. De fait, Saint-Genis, au centre de champagnes céréalières, a développé une des plus grandes unités industrielles de production de pop-corn en France (70 % du pop-corn fabriqué dans l'hexagone) ; la commune abrite également de petites exploitations produisant notamment du tabac brun.
Saint-Genis abrite des infrastructures adaptées dans le domaine de l'éducation (écoles, collège), de la culture (médiathèque, cinéma) ou de la santé. Le développement du tourisme, porté par des projets menés dans les environs (site de Port-Maubert, Pôle-nature de Vitrezay, Les Antilles de Jonzac), s'explique également par la situation géographique de la commune, proche de la cité thermale de Jonzac, de la cité médiévale de Pons et de Royan et des plages de la Côte de Beauté. Un office du tourisme cantonal, implanté en centre-bourg, se charge d'informer les visiteurs sur les opportunités de visites dans les environs de la commune.
Saint-Genis-de-Saintonge appartient à la Communauté de communes de la Haute Saintonge, structure intercommunale regroupant 57 043 habitants (2006).

## Géographie
La commune de Saint-Genis-de-Saintonge se situe dans le sud-ouest du département de la Charente-Maritime, en région Nouvelle-Aquitaine, dans l'ancienne province de Saintonge. Appartenant au Midi atlantique, au cœur de l'arc atlantique, elle peut être rattachée à deux grands ensembles géographiques, le Grand Ouest français et le Grand Sud-Ouest français.

### Localisation et accès
Saint-Genis-de-Saintonge est un pôle d'équilibre du canton de Pons, dans le sud de la Charente-Maritime.
La commune est traversée par la route départementale 137 (ancienne N137 reliant Bordeaux et Saint-Malo).
Le 28 juillet 1947, Saint-Genis-de-Saintonge a perdu une partie de son territoire au profit de la commune de Bois.

### Communes limitrophes
|      | Saint-Palais-de-Phiolin  | Mosnac                      |
| Bois | Saint-Genis-de-Saintonge | Clion                       |
|      | Plassac                  | Saint-Sigismond-de-Clermont |

### Cours d’eau
Le fleuve côtier Seudre prend sa source près du hameau Saint-Antoine, à l’extrémité sud-ouest du territoire communal, au lieu-dit Le Vivier. Il s’écoule d’abord vers le nord-est, oblique vers le nord-ouest et quitte la commune, après un parcours d’environ 600 mètres, vers celle de Bois, au niveau du pont de Rouston.
Un autre cours d’eau, le ruisseau des Laignes, prend sa source dans la commune, au sud du hameau des Grands Bernards, au lieu-dit Le Rossignol, s’écoule vers le nord-est, traverse le bourg de Saint-Genis, oblique vers le sud-est et conflue avec la Rochette, à la limite de la commune de Clion.

### Climat
Le climat est de type océanique aquitain : la pluviométrie est relativement élevée en automne et en hiver, avec des hivers doux. L'été reste tempéré grâce à la brise marine. Deux vents venant de l'océan, le noroît et le suroît, soufflent sur les côtes du département. L'ensoleillement de la côte charentaise est très important : avec 2 250 heures par an, il est comparable à celui que connaît une partie de la côte méditerranéenne.
Les relevés de la station météorologique de La Rochelle entre 1946 et 2000 permettent de déterminer quelques dates majeures au point de vue climatique en Charente-Maritime : ainsi, au cours de ce laps de temps, la température la plus froide a été relevée le 15 février 1956 : −13,6 °C. 
Un pic de température (dépassé seulement au cours de la canicule de 2003) a été atteint le 8 juillet 1982 avec près de 39 °C à l'ombre. 
Si 1953 est considérée comme l'année la plus sèche, 2000 a été au contraire la plus pluvieuse.
La Charente-Maritime est le département français qui a été le plus durement touché par la tempête Martin du 27 décembre 1999. Les records nationaux de vents enregistrés ont été atteints avec 198 km/h sur l'île d'Oléron et 194 km/h à Royan.
Dans la nuit du 23 au 24 janvier 2009, la région a été frappée par la tempête Klaus. Malgré des rafales de vent dépassant les 120 km/h, les dégâts relevés dans la commune sont demeurés relativement minimes au regard de la situation dans le Médoc tout proche.
Les côtes charentaises et vendéennes ont de nouveau durement été éprouvées par la tempête Xynthia qui a traversé la région dans la nuit du 28 février au 1er mars 2010. Saint-Genis, dans l'intérieur des terres, n'a pas été trop affecté par ces conditions climatiques extrêmes, et n’a relevé que quelques dégâts minimes.
Les tableaux suivants résument les principales données climatiques des stations de Météo-France de Cognac (environ 30 kilomètres à l'est) et de La Rochelle (environ 80 kilomètres au nord).

#### Données météorologiques à Cognac
| Mois                              | jan. | fév.  | mars  | avril | mai   | juin  | jui.  | août  | sep.  | oct. | nov. | déc. | année   |
| --------------------------------- | ---- | ----- | ----- | ----- | ----- | ----- | ----- | ----- | ----- | ---- | ---- | ---- | ------- |
| Température minimale moyenne (°C) | 2    | 2,8   | 3,8   | 6,2   | 9,4   | 12,4  | 14,4  | 14    | 12,1  | 8,9  | 4,7  | 2,6  | 7,8     |
| Température moyenne (°C)          | 5,4  | 6,7   | 8,5   | 11,1  | 14,4  | 17,8  | 20,2  | 19,7  | 17,6  | 13,7 | 8,6  | 5,9  | 12,5    |
| Température maximale moyenne (°C) | 8,7  | 10,5  | 13,1  | 15,9  | 19,5  | 23,1  | 26,1  | 25,4  | 23,1  | 18,5 | 12,4 | 9,2  | 17,7    |
| Ensoleillement (h)                | 80   | 103,9 | 153,3 | 184,5 | 204,9 | 239,6 | 276,4 | 248,3 | 199,4 | 159  | 96,8 | 78,8 | 2 024,9 |
| Précipitations (mm)               | 80,4 | 67,3  | 65,9  | 68,3  | 71,6  | 46,6  | 45,1  | 50,2  | 59,2  | 68,6 | 79,8 | 80   | 783,6   |

#### Données météorologiques à La Rochelle
| Mois                              | jan. | fév. | mars | avril | mai  | juin | jui. | août | sep. | oct. | nov. | déc. | année |
| --------------------------------- | ---- | ---- | ---- | ----- | ---- | ---- | ---- | ---- | ---- | ---- | ---- | ---- | ----- |
| Température minimale moyenne (°C) | 3,4  | 2,8  | 5,4  | 7,4   | 10,7 | 13,7 | 15,8 | 15,7 | 13,7 | 10,5 | 6,3  | 3,9  | 9,2   |
| Température moyenne (°C)          | 5,9  | 6,9  | 8,7  | 11,1  | 14,3 | 17,5 | 19,8 | 19,6 | 17,8 | 14,2 | 9,4  | 6,6  | 12,7  |
| Température maximale moyenne (°C) | 8,5  | 9,9  | 12,1 | 14,7  | 17,9 | 21,3 | 23,8 | 23,5 | 21,8 | 18   | 12,6 | 9,2  | 16,1  |
| Ensoleillement (h)                | 84   | 111  | 174  | 212   | 239  | 272  | 305  | 277  | 218  | 167  | 107  | 85   | 2 250 |
| Précipitations (mm)               | 82,5 | 66,1 | 57   | 52,7  | 61,1 | 42,9 | 35,1 | 46,4 | 56,5 | 81,6 | 91,8 | 81,8 | 755,3 |

## Urbanisme

### Typologie
Au 1er janvier 2024, Saint-Genis-de-Saintonge est catégorisée bourg rural, selon la nouvelle grille communale de densité à 7 niveaux définie par l'Insee en 2022.
Elle est située hors unité urbaine et hors attraction des villes,.

### Occupation des sols
L'occupation des sols de la commune, telle qu'elle ressort de la base de données européenne d’occupation biophysique des sols Corine Land Cover (CLC), est marquée par l'importance des territoires agricoles (79,2 % en 2018), en diminution par rapport à 1990 (82,9 %). La répartition détaillée en 2018 est la suivante : 
terres arables (57,1 %), zones agricoles hétérogènes (20,2 %), forêts (11,6 %), zones urbanisées (9,2 %), cultures permanentes (1,1 %), prairies (0,7 %). L'évolution de l’occupation des sols de la commune et de ses infrastructures peut être observée sur les différentes représentations cartographiques du territoire : la carte de Cassini (XVIIIe siècle), la carte d'état-major (1820-1866) et les cartes ou photos aériennes de l'IGN pour la période actuelle (1950 à aujourd'hui).

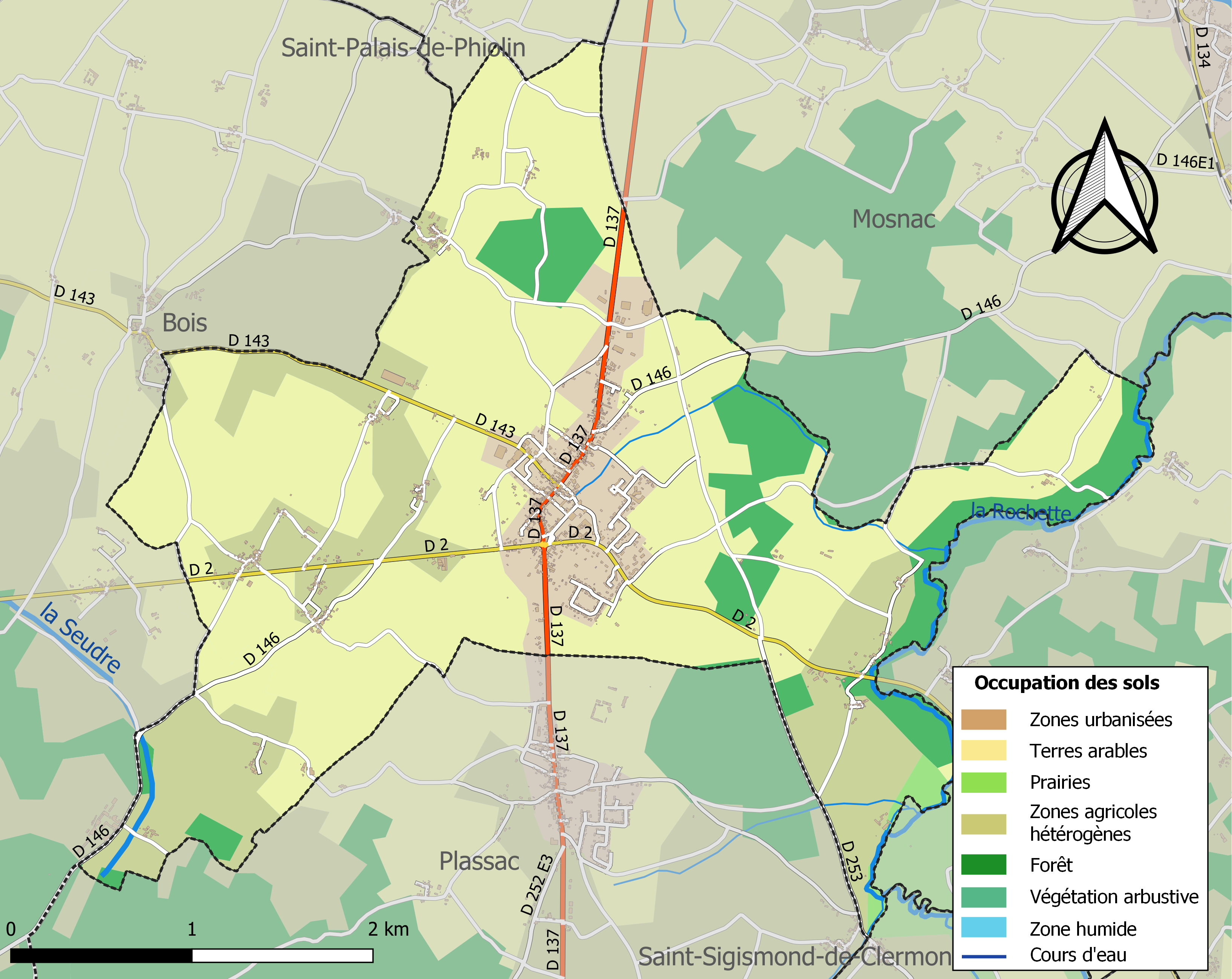
Carte des infrastructures et de l'occupation des sols de la commune en 2018 (CLC).

### Risques majeurs
Le territoire de la commune de Saint-Genis-de-Saintonge est vulnérable à différents aléas naturels : météorologiques (tempête, orage, neige, grand froid, canicule ou sécheresse), inondations, feux de forêts, mouvements de terrains et séisme (sismicité faible). Il est également exposé à un risque technologique, le transport de matières dangereuses. Un site publié par le BRGM permet d'évaluer simplement et rapidement les risques d'un bien localisé soit par son adresse soit par le numéro de sa parcelle.

#### Risques naturels
Certaines parties du territoire communal sont susceptibles d’être affectées par le risque d’inondation par débordement de cours d'eau, notamment la Rochette et la Seudre. La commune a été reconnue en état de catastrophe naturelle au titre des dommages causés par les inondations et coulées de boue survenues en 1982, 1983, 1993, 1999 et 2010,.
Saint-Genis-de-Saintonge est exposée au risque de feu de forêt du fait de la présence sur son territoire de la forêt de la Lande, un massif classé à risque dans le plan départemental de protection des forêts contre les incendies (PDPFCI), élaboré pour la période 2017-2026 et qui fait suite à un plan 2007-2016. Les mesures individuelles de prévention contre les incendies sont précisées par divers arrêtés préfectoraux et s’appliquent dans les zones exposées aux incendies de forêt et à moins de 200 mètres de celles-ci. L’article L.131-1 du code forestier et l’arrêté du 2 décembre 2020 règlementent l'emploi du feu en interdisant notamment d’apporter du feu, de fumer et de jeter des mégots de cigarette dans les espaces sensibles et sur les voies qui les traversent sous peine de sanctions. Un autre arrêté du 2 décembre 2020 rend le débroussaillement obligatoire, incombant au propriétaire ou ayant droit,,,.

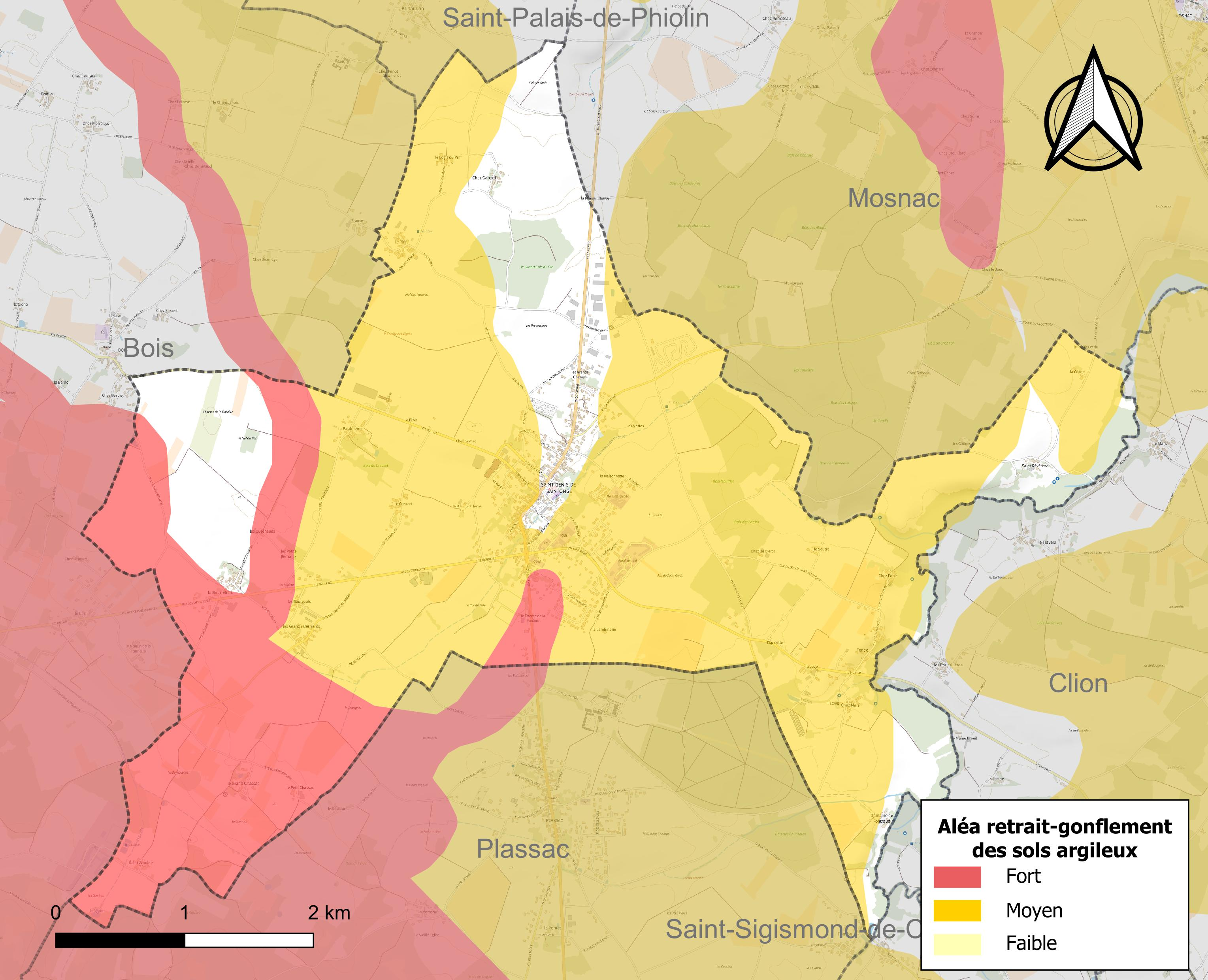
Carte des zones d'aléa retrait-gonflement des sols argileux de Saint-Genis-de-Saintonge.

Les mouvements de terrains susceptibles de se produire sur la commune sont des tassements différentiels.
Le retrait-gonflement des sols argileux est susceptible d'engendrer des dommages importants aux bâtiments en cas d’alternance de périodes de sécheresse et de pluie. 79,7 % de la superficie communale est en aléa moyen ou fort (54,2 % au niveau départemental et 48,5 % au niveau national). Sur les 603 bâtiments dénombrés sur la commune en 2019, 475 sont en aléa moyen ou fort, soit 79 %, à comparer aux 57 % au niveau départemental et 54 % au niveau national. Une cartographie de l'exposition du territoire national au retrait gonflement des sols argileux est disponible sur le site du BRGM,.
Par ailleurs, afin de mieux appréhender le risque d’affaissement de terrain, l'inventaire national des cavités souterraines permet de localiser celles situées sur la commune.
Concernant les mouvements de terrains, la commune a été reconnue en état de catastrophe naturelle au titre des dommages causés par la sécheresse en 1989, 2003 et 2005 et par des mouvements de terrain en 1983, 1999 et 2010.

#### Risques technologiques
Le risque de transport de matières dangereuses sur la commune est lié à sa traversée par une ou des infrastructures routières ou ferroviaires importantes ou la présence d'une canalisation de transport d'hydrocarbures. Un accident se produisant sur de telles infrastructures est susceptible d’avoir des effets graves sur les biens, les personnes ou l'environnement, selon la nature du matériau transporté. Des dispositions d’urbanisme peuvent être préconisées en conséquence.

## Toponymie
Le nom de Saint-Genis-de-Saintonge vient de Sanctus Genesius, archevêque de Lyon au VIIe siècle, dont la fête est célébré le 25 août. La principale fête de la localité est toujours fixée près de cette date,.
Sous la Révolution, la commune portait le nom de Genis.
Le 26 août 1893, Saint-Genis prend le nom de Saint-Genis-de-Saintonge en référence au nom de l'ancienne province française, dans laquelle elle se situait.

## Histoire
Le bourg de Saint-Genis a pour origine la présence d’un prieuré secondaire du prieuré de Saint-Eutrope de Saintes. Le village était alors situé non loin de l’ancienne voie romaine menant depuis Pons à Blaye et plus tard le long du chemin très fréquenté menant à Saint-Jacques-de-Compostelle.

### Les vestiges archéologiques
À Saint-Genis, en 1829, deux amphores, une aiguière en céramique commune de 18 cm de haut, un plat en céramique sigillée avec l’estampille iulus et un petit vase de cette époque  furent découverts à la sortie nord actuelle de Saint-Genis. Le contexte de la découverte est inconnu, peut-être une sépulture. Ces objets sont aujourd’hui au musée archéologique de Saintes. Dans les mêmes parages au lieu-dit Chez Gabard, en 1980, un petit sarcophage monolithe fut découvert. Il a la forme d’un parallélépipède rectangle recouvert d’une dalle plate aux bords biseautés. Il renfermait le squelette d’un enfant et des céramiques de la fin du Ier siècle ap. J.-C. et 3 pièces. L'ensemble fut aussi déposé au musée de Saintes.
Lors de travaux de terrassement en janvier 2020 dans la zone artisanale des terres du poteau, une borne routière furent découvertes. Cette borne en pierre calcaire. Elle était située le long la voie reliant Saintes à Blaye via Pons.Cette borne porte une inscription latine qui peut être traduite ainsi " A nos deux seigneurs les empereurs Cesars Gaius Aurelius Valerius Diocletianus  et Marcus Aurelius Valerius Maximianus pieux heureux invincibles Augustes et à Flavius Valerius Constantius et Galerius Valerius Maximianus , les deux nobles Césars".Cette dédicace au deux Augustes de la première tétrarchie : Dioclétien et Maximien permet de dater la borne milliaire d'entre 293 et 305.
Dans la partie au sud du bourg au niveau de la D2 en direction de Jonzac dans le Fief de la Garenne un sarcophage datant du VIe ou VIIe siècle contenant deux squelettes fut découvert alors que les traces gallo-romaines n’étaient jusqu'à présent connues qu’au nord de la commune.
De même à Saint-Révérend dans la partie est de la commune de Saint-Genis, un cimetière du haut Moyen Âge fut découvert en 1960. Il contenait trois sarcophages en calcaire coquillé orientés sud nord

### Le prieuré clunisien de Saint-Genis
Ce prieuré à l'origine du bourg dépendait du prieuré de Saint-Eutrope de Saintes lui-même dépendant  de l’abbaye de Cluny. Il devait être constitué d’une maison conventuelle pouvant loger deux à trois personnes avec les dépendances liées à l’activité agricole (grange, hangar, chai, etc …) et des terres situées dans la paroisse. Ces bâtiments se trouvaient sur la place Ambroise Sablé à droite en regardant l’église. Quant aux terres du prieuré, elles étaient à la sortie du bourg en direction de Jonzac (le fief de Saint-Genis sur le cadastre).
Il fut créé entre 1230 et 1260. En 1292, il a à sa tête comme prieur Pierre Regis qui est secondé du frère Guillaume Texer. L’état des possessions de la maison de Cluny en Saintonge en 1385 n’indique que la seule présence du prieur à Saint-Genis.
La présence de moines à Saint-Genis est attestée jusqu’au XVIe siècle par un fait judiciaire relativement scabreux, mais la moralité des gens d'Église à cette époque est souvent douteuse. En  mai 1561 un certain Jean Bouron de Saint-Seurin-d’Uzet fournit une femme, sa propre belle-sœur, à un moine de Saint-Genis puis au curé de Fléac sur Seugne.L’établissement réussit donc à se maintenir tant bien que mal jusqu’au milieu XVIe siècle mais les guerres de Religion lui furent  fatales. Le prieuré fut détruit par les religionnaires, c’est-à-dire les protestants sans doute au cours de l’année 1568. Le prieuré se transforma alors en rente ecclésiastique.
Le 30 septembre 1604, Jean-Louis Nogaret de la Vallette, duc d’Éperrnon achète la baronnie de Plassac à Anne de Pons. Il releva  le prieuré et concéda le 9 septembre 1614 ses revenus au Collège des Jésuites de Saintes.Il compléta cette donation le 13 novembre 1615 par ceux de l’abbaye de La Tenaille. Ceci dans le but de leur assurer d’une part les moyens nécessaires à leur subsistance et mais aussi à entretenir particulièrement les professeurs du collège de Saintes que les jésuites venaient de fonder en 1608. Ce fut confirmé par une bulle du pape Paul V le 8 novembre 1617.
Les jésuites à la réception de ce don remirent en état au début du XVIIe siècle le prieuré. Ils firent construire un hangar pour stocker les récoltes sur les ruines de la maison conventuelle et réhabilitèrent l’église.Ils consentirent à payer une redevance au prieur et à l’aumônier de Saint-Eutrope, du fait que la cure de Saint-Genis restait à la charge de la nomination du prieur Saint-Eutrope. En contrepartie, ils percevraient la globalité des revenus et ne leur reversaient que cette rente. Ils affermèrent par la suite le prieuré à des habitants de Saint-Genis est comme le notaire Royal jean Bouquet. Lors de la fête patronale du bourg la Saint Genes fêtée le 25 août en même temps que la Saint-Louis, deux pères jésuites venaient dire la messe à Saint-Genis. Ce qui est à l'origine de la principale fête de Saint-Genis.
En 1762, les jésuites furent expulsés de France. Les trois ordres de la ville de Saintes réunis en assemblée leurs choisirent comme successeurs les bénédictins de la congrégation de Saint Maur. Après aval du parlement de Bordeaux en octobre 1762 ils reprenaient l’administration du collège de Saintes. Et comme convenu dans l’édit royal de février 1763, le 17 mars de la même année ils prenaient possession du prieuré de Saint-Genis et de ses rentes. Mais les biens des Jésuites ayant été placé sous séquestre, l’administrateur Pierre Sené, notaire royal à Saintes s’opposa à cette prise de possession.Le roi n’avait pas approuvé les conventions établies entre les bénédictins et la ville de Saintes qui prévoyaient de transmettre sans condition les revenus au religieux de Saint-Maur. Il souhaitait que l’on respecte l’édit de février prévoyant la formation d’un bureau d’administration du collège. Or la ville de Saintes ne pouvait disposer des biens sous séquestre sans la nomination d’un bureau d’administration mais les bénédictins ne pouvaient consentir à la nomination d’un bureau en dehors de leur compagnie.Faute de revenus en 1765 les bénédictins renoncèrent à la charge du collège, la ville de Saintes nomma aussitôt un bureau d’administration et confia le collège à des prêtres séculiers munis de leurs grades universitaires3. Le collège hérita de tous les biens appartenant aux jésuites, ils étaient gérés par l’économe du bureau d’administration M. Maillet puis son successeur M. Petit en avril 1789.
Le prieuré de Saint-Genis continua de payer sa rente au collège à chacun de ces différents occupants. Le 27 avril 1789 la redevance du collège était payée pour la dernière fois avant que la tourmente révolutionnaire ne balaye tout. Le prieuré de Saint-Eutrope fut vendu comme bien national en 1790 avec lui les rentes y attenant.
La construction de la nouvelle église à la fin du XIXe siècle et l’aménagement de la place Ambroise-Sablé firent disparaître les dernières traces physiques du bâtiment conventuel. Aujourd’hui la seule empreinte laissée par le prieuré est le nom que porte le ruisseau traversant le bourg de Saint-Genis : le prieuré.

### La commanderie antonine de Saint-Genis
Outre le prieuré clunisien, un autre établissement  religieux  s'installa sur la commune en lisère de la Forêt de La lande : une commanderie hospitalière.Cette commanderie datant du XIIIe siècle était une commanderie de l’ordre hospitalier de Saint-Antoine. Elle dépendait de celle de Boutiers fondée vers 1095, commanderie dont il ne reste plus rien d'apparent car elle fut détruite par des soldats protestants vers 1565.
La commanderie de Saint-Antoine était installée dans le village actuel du Petit-Saint-Antoine dans la commune en face de l’actuelle école d’agriculture. Elle se composait d’une église et de maisons conventuelles Il y avait aussi des terres qui lui étaient attachées pour lui fournir un revenu.
Des commandeurs se succédèrent à Saint-Antoine du Bois au moins de 1447 à 1671.Le commandeur avait droit de justice sur ses tenanciers et notamment il pouvait infliger des amendes, au maximum de quinze sous comme le prévoyait la coutume de Saintonge. Les commandeurs avaient en vis-à-vis de leur établissement, un logis noble à la place de l’actuel lycée.
Le 1er mars 1462 le commandeur de la commanderie Guillaume Niort et le seigneur de Plassac eurent un conflit à propos de la limite séparant leur propriété. La commanderie se trouve en bordure de la châtellenie de Plassac. À la suite de ce litige sept bornes marquées d’une croix du côté du fief des Antonins furent plantées pour délimiter l’emprise des terres de la commanderie.
En 1539, la commanderie est alors composée d’une église, de maisons, de prés, de terres et de vergers. En ce milieu du XVIe siècle la commanderie semble être dans un piteux état, il n’en reste plus que des masurailles.
En 1641 le commandeur Chapais intenta un procès envers la dame Bodin, dame de Saint-Antoine et de Chassac et son fils Hélie Claveau. Son mari René Claveau, seigneur de La plaine avait usurpé des terres et des droits de la commanderie. À la suite des guerres de Religion, une grande partie de la commanderie est passée dans les mains du seigneur voisin. Le procès permit aux Antonins de récupérer une partie de leur bien.
En 1671 bien qu’en ruines, la commanderie est encore un bien générant des revenus.
Avec le temps, la commanderie ne devint avec le déclin de l’ordre des Antonins plus qu’une rente ecclésiastique. Sur la carte de Cassini à la fin du XVIIIe siècle, un édifice en ruines marque seulement sa présence. La légende locale raconte qu’un moulin fut construit à la place de l’ancienne chapelle avec les restes de celle-ci. Il fut frappé par la foudre et reconstruit mais une nouvelle fois la foudre s’y abattit. Pensant à une manifestation divine son propriétaire préféra le laisser en l’état.
De 1671 à la Révolution, le domaine comprenant l'ancien fonds de la Commanderie et celui plus important du Vieux Logis ne forment plus qu’un et se transmettent par héritages et mariages successifs et ventes.

### Saint-Genis, place commerciale[34]

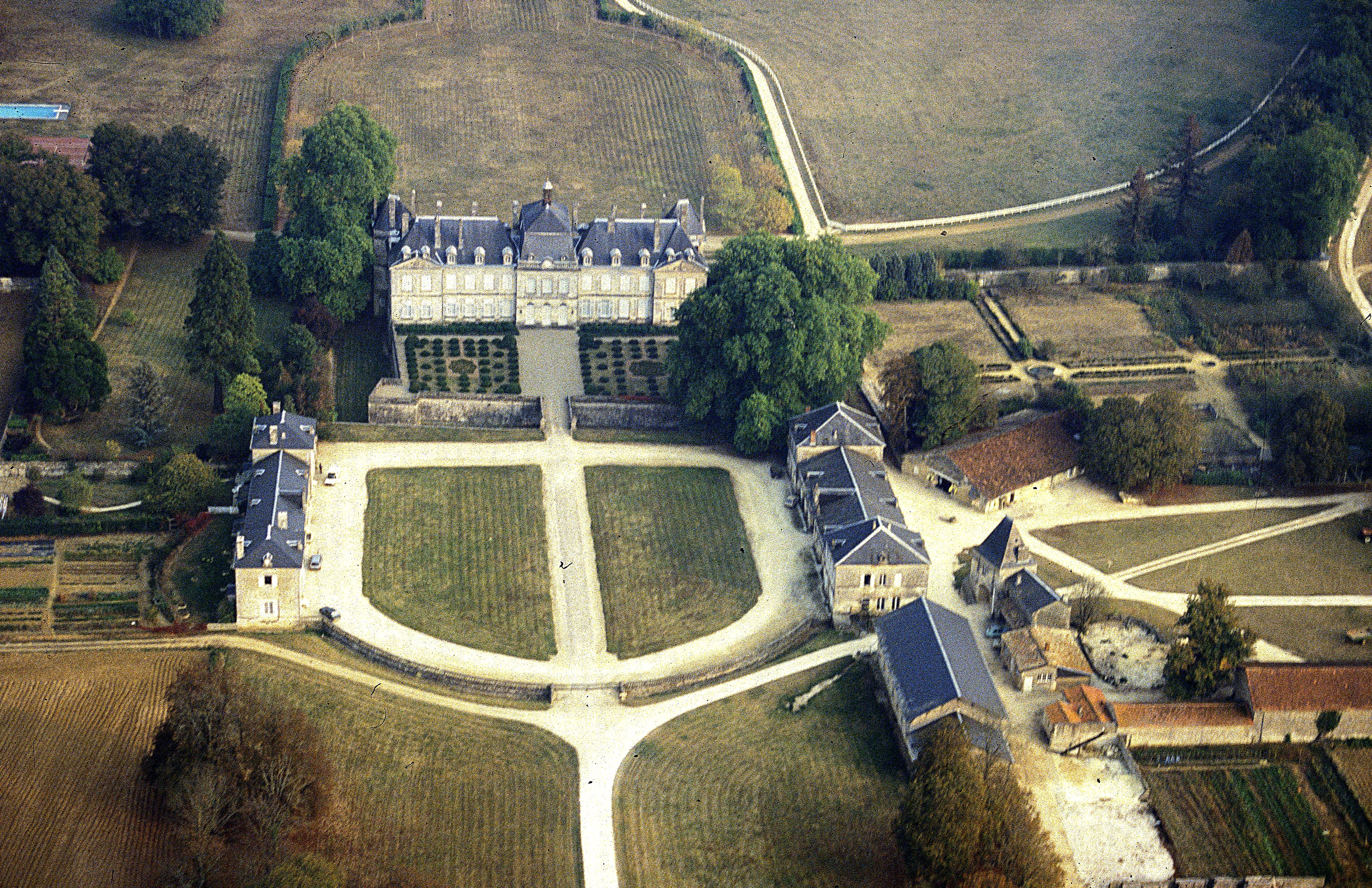
Le château de Plassac, siège de la châtellenie dont faisait partie Saint-Genis.

Saint-Genis fut une place commerciale de très bonne heure. Le censif de l’Hôpital neuf de Pons prouve la présence de la tenue d’une foire dans la paroisse dès 1315.
En 1530, la seigneurie de Plassac est doté d'un marché et de trois foires par an. Jacques de Pons le seigneur du lieu justifie ces foires par son souhait de profiter du passage des marchands qui ne s’arrêtaient pas faute de foire et faciliter ainsi l’enrichissement de la population de la bourgade. Les foires se tenaient à la Saint-Antoine le 17 janvier, à la Saint-Genis le 3 juin (un des divers saint Genes fêté aussi à cette date), et à l’exaltation de la Sainte-Croix le 14 septembre. Les foires étaient accordées à une châtellenie, Saint-Genis faisant partie de celle de Plassac, tout laisse à penser que les foires et les marchés se tenaient sur le territoire de la paroisse de Saint-Genis et non sur celle de Plassac. Cette dotation de 1530 correspond à une restauration de l’ancien marché de Saint-Genis renforcé par 3 foires annuelles, dont l’une à la Saint-Genis, saint patron de la paroisse.

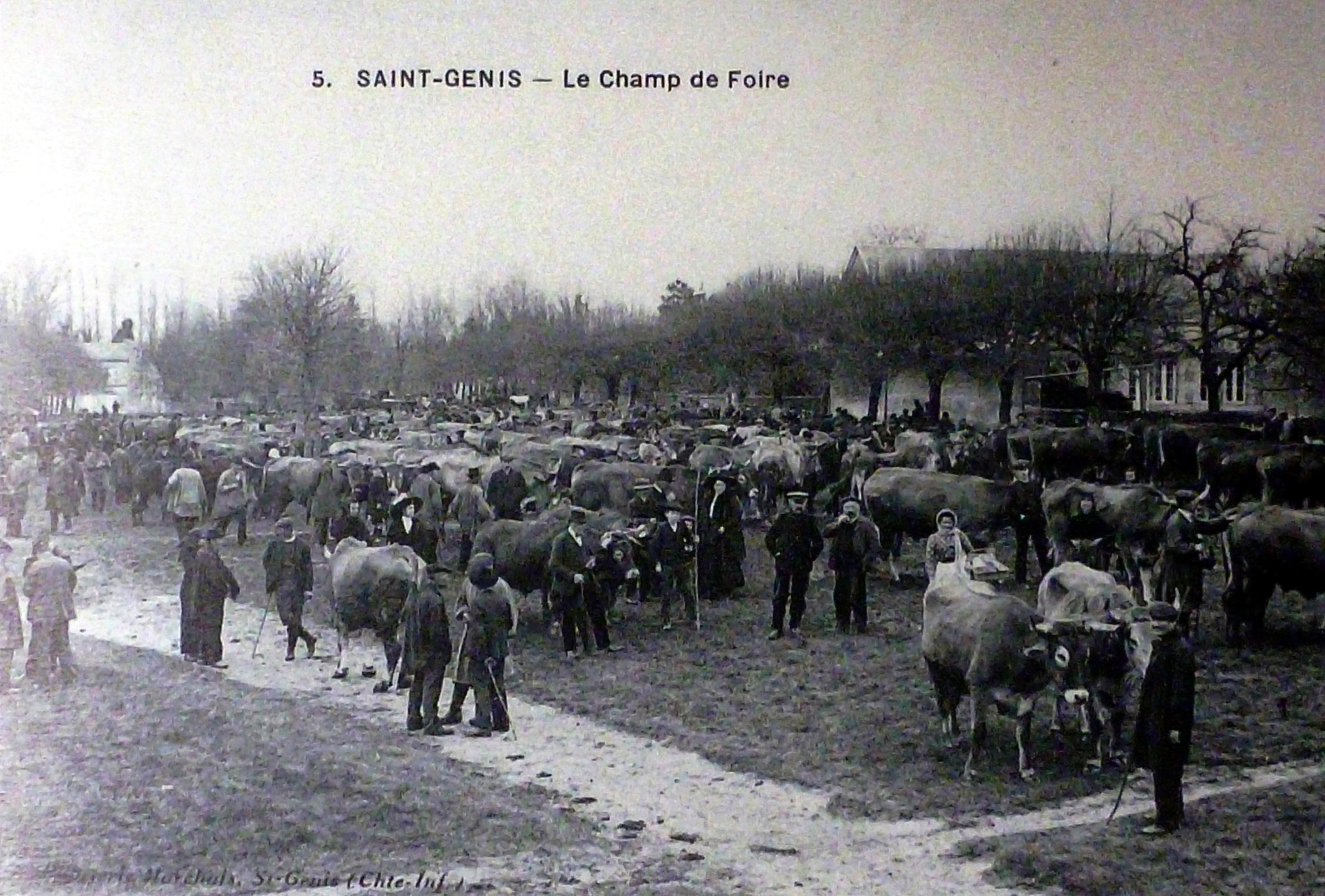
Champ de foire aux boeufs

Saint-Genis compta trois champs de foire et chacun avait une destination particulière, un pour les bœufs, un deuxième pour les moutons et un troisième pour les cochons.

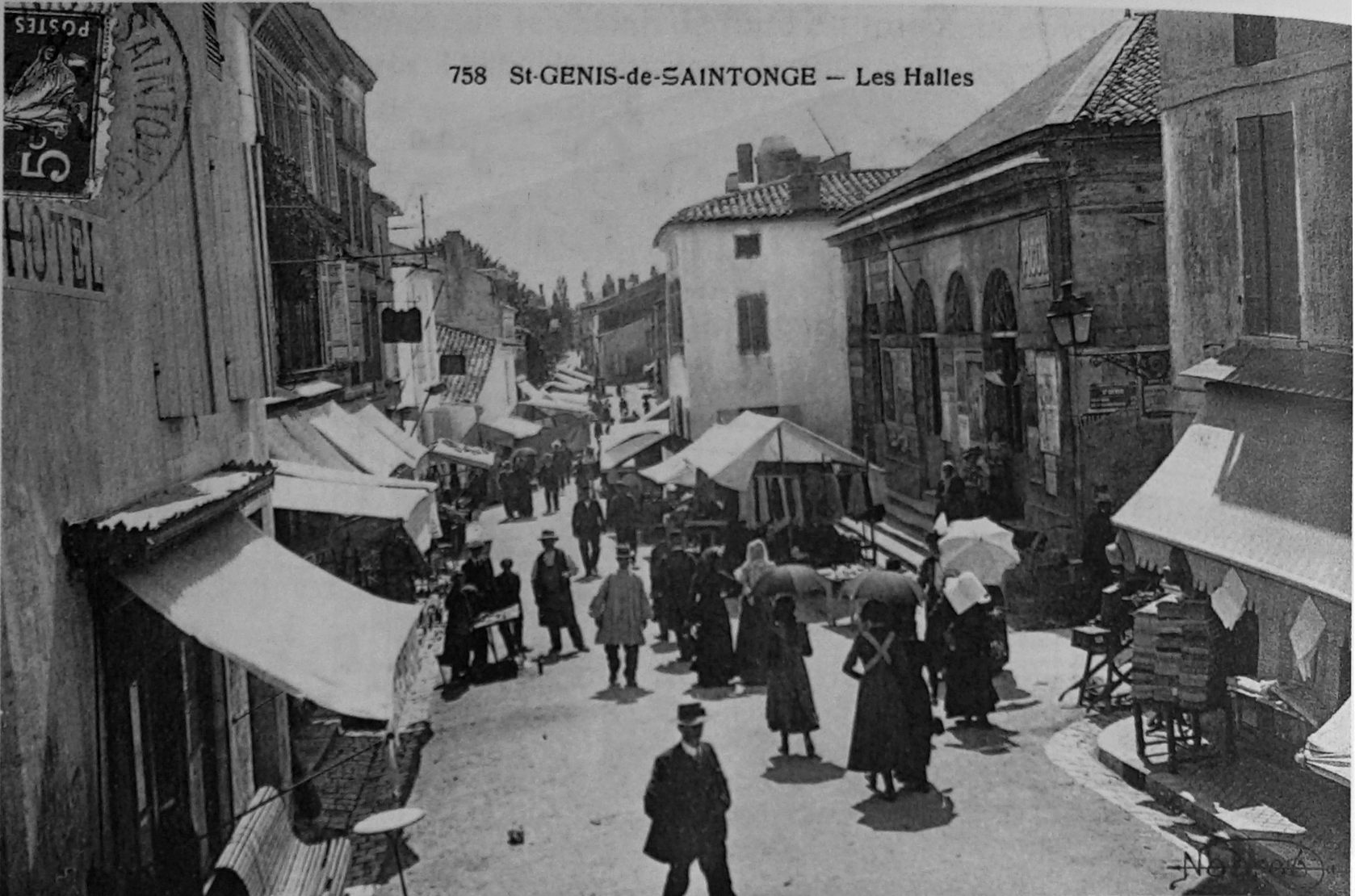
Jour de foire en 1912 à St genis de Saintonge

La halle primitive de Saint-Genis était en bois probablement construite au XVIe siècle par le comte de Plassac. Cet édifice était situé à l'emplacement de la salle des fêtes actuelle.
Elle occupait au sol une forme de parallélogramme. Chacun des bancs est tenu à rente au comte de Plassac. La halle fut rachetée par la commune de Saint-Genis en mai 1830 pour 1 800 francs au marquis de Dampierre. En 1835, sous les ordres de l’architecte Emery, chevalier de la Légion d'honneur et maire de Bois, sur l’emplacement de la halle primitive une nouvelle halle en pierre est construite. En 1931, elle est définitivement transformée en salle des fêtes suivant le plan de M. Ollivier architecte de Jonzac.
La foire drainait la population environnante et comme elle durait la journée entière à l’époque, il fallait bien se nourrir sur place. C’est pourquoi dans les lieux de foire une foule de petits restaurateurs exerçaient.
À Saint-Genis-de-Saintonge, la date ancestrale du jeudi est encore respectée, il y a ainsi un marché tous les jeudis et  une foire le deuxième jeudi de chaque mois. Depuis quelques années de un marché le samedi et un autre le dimanche ont lieu.

### Le rôle crucial de la route Bordeaux-Saint Malo.
Jusqu'au XVIIIe siècle, la voie principale reliant Saintes à Bordeaux suit encore le parcours de la voie antique. Elle remplacée par une nouvelle voie; la route Royale reliant  Bordeaux à Saint Malo.Elle passe par Saintes et Pons et contrairement à la voie romaine, elle traverse le bourg de Saint- Genis, Dans l’Atlas de Trudaine ,en 1747,qui présente les routes royales construites et futur, la future 137 est représentée.
En 1720 , une brigade de Maréchaussée est créée à  Saint-Genis et  implantée le long de la route royale Bordeaux Saint-Malo.Cette brigade faisait partie de la lieutenance de Maréchaussée de Saintes. À cette époque on ne trouve des brigades dans cette lieutenance qu'à Saintes, Cognac, Chalais, Barbezieux, Marennes, La Tremblade et Saujon.
Les trois premières brigades comme celle de Saint-Genis ont à leur tête un exempt pour les autres ce sont des brigadiers qui en sont les chefs. Ceci prouve le rôle stratégique à cette époque de la brigade saint-génésienne, la seule importante du sud du département.
Chaque jour deux hommes de chaque brigade étaient détachés pour faire une tournée dans leur district. Ces tournées avaient pour but de s’informer de tout ce qui se passait, d’arrêter les voleurs, les délinquants en flagrant délit. Dès qu’ils étaient capturés, ils étaient envoyés au lieutenant ou déposés à la caserne. La Maréchaussée était tenue de visiter les auberges, d’être présente lors des foires et des marchés, de faire des patrouilles de nuit et d’escorter les voitures de poste dans les passages dangereux.
En 1776, le corps fut réorganisé, Saint-Genis perdit son sous-lieutenant ; la brigade  fut désormais gérée par un brigadier.En 1790, la Maréchaussée est transformée en Gendarmerie. La brigade de Saint-Genis perdit de son importance alors que de nouvelles brigades sont créées à Jonzac et à Pons. Elle disparaît même.La commune de Saint-Genis demanda par la suite le rétablissement de la brigade  par exemple en 1847. Elle est finalement  rétablie en 1851
En 1768, un relais de poste s’installe à l’entrée nord du bourg par la suite de nombreuses auberges s'installèrent dans le bourg (jusqu' à 17 vers 1900. )Cette voie  passant au centre du bourg amena donc une activité économique supplémentaire et compléta l'attractivité des foires et marché.
Lors de la réorganisation administrative de 1801, cela permit à  Saint-Genis de devenir le chef-lieu du canton grâce à plusieurs éléments : la présence de la gendarmerie, la route  alors impériale et le fait d’être le croisement de celle-ci avec la voie menant de Jonzac vers le petit port de Maubert sur la Gironde.

## Politique et administration

### Administration municipale
De 1789 à 1799, en vertu de la loi du 14 décembre 1789, les agents municipaux (maires) sont élus au suffrage direct pour 2 ans et rééligibles, par les citoyens actifs de la commune âgés d'au moins 25 ans, contribuables payant une contribution au moins égale à 3 journées de travail dans la commune. Sont éligibles ceux qui paient un impôt équivalent au moins à dix journées de travail.

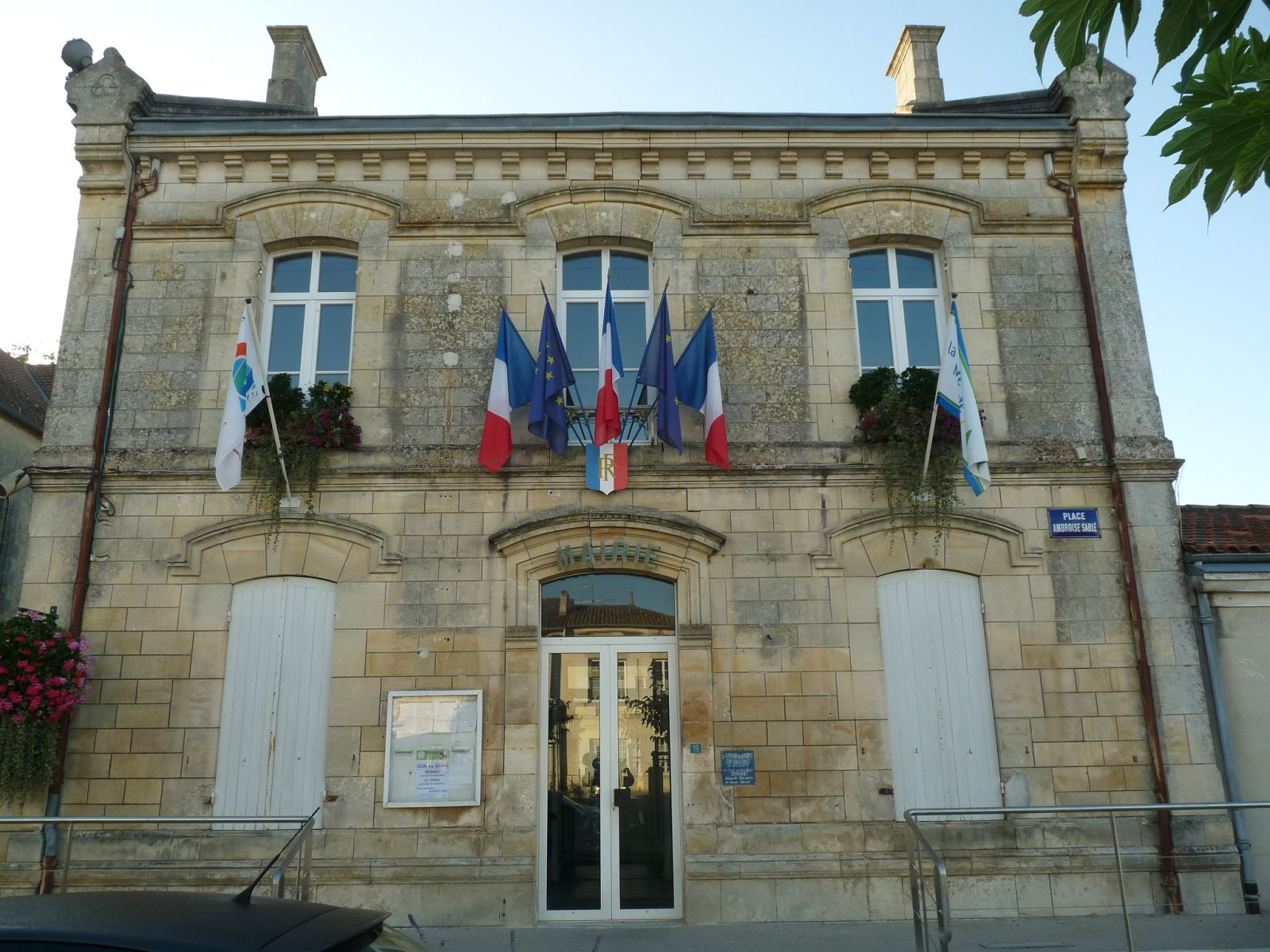
La mairie de Saint-Genis-de-Saintonge.

De 1799 à 1848, la constitution du 22 frimaire an VIII (13 décembre 1799) revient sur l’élection du maire, les maires sont nommés par le préfet pour les communes de moins de 5 000 habitants. La Restauration instaure la nomination des maires et des conseillers municipaux. Après les lois organiques 1831, les maires sont nommés (par le roi pour les communes de plus de 3 000 habitants, par le préfet pour les plus petites), mais les conseillers municipaux sont élus au suffrage censitaire pour six ans.
Du 3 juillet 1848 à 1851, les maires sont élus par le conseil municipal pour les communes de moins de 6 000 habitants.
De 1851 à 1871, les maires sont nommés par le préfet, pour les communes de moins de 3 000 habitants et pour 5 ans à partir de 1855. Après 1871, les maires sont de nouveau élus, sauf dans les chefs-lieux (de départements, d'arrondissements ou de cantons).
Ce n'est que le 28 mars 1882, qu'une loi sur l’organisation municipale (encore en vigueur) est votée, et qui régit le principe de l'élection du maire et des adjoints par le conseil municipal, quelle que soit l'importance de la commune (sauf pour Paris). La loi du 5 avril 1884 fixe le mandat à quatre ans, durée portée le 10 avril 1929 à six ans.
La commune ayant moins de 3 500 habitants l'élection des conseillers municipaux est au scrutin majoritaire plurinominal à deux tours, avec panachage : 
- au premier tour, des candidats sont élus s'ils ont obtenu la majorité absolue et le vote d'au moins le quart des électeurs inscrits[37] ;
- au second tour, la majorité relative suffit. Les listes ne sont pas obligatoires. Les suffrages sont comptabilisés individuellement, et le panachage est autorisé.

De par sa taille, la commune dispose d'un conseil municipal de 15 membres (article L2121-2 du Code général des collectivités territoriales). Lors du scrutin de 2008 Jacky Quesson est élu conseiller municipal au premier tour et prend les fonctions de maire. Le taux de participation a été de 69,26 % au premier tour. Il n'y a pas eu de second tour.

### Liste des maires
| Période                                  | Période  | Identité                        | Étiquette | Qualité                                               |
| ---------------------------------------- | -------- | ------------------------------- | --------- | ----------------------------------------------------- |
| 1790                                     | 1791     | François Boyveau                |           | Maitre de Poste                                       |
| 1791                                     | 1794     | François Vedeau                 |           | Marchand de toile                                     |
| 1794                                     | 1795     | François Boyveau                |           | Maitre de poste                                       |
| 1795                                     | 1796     | Nicolas Huripeau                |           | Négociant                                             |
| 1796                                     | 1796     | François Vedeau                 |           | Marchand de toile                                     |
| 1796                                     | 1798     | François Boyveau                |           | Maitre de poste                                       |
| 1798                                     | 1800     | Paul Antoine Hilairet           |           | Négociant                                             |
| 1800                                     | 1808     | Jean François Hypolite Moufflet |           | Notaire                                               |
| 1808                                     | 1813     | Jean Poché Lafond               |           | Docteur en médecine                                   |
| 1813                                     | 1815     | Simon Olivier Seguineau         |           | Notaire                                               |
| 1815                                     | 1818     | François Vedeau                 |           | Marchand de toile                                     |
| 1818                                     | 1820     | François Boyveau                |           | Maitre de poste                                       |
| 1820                                     | 1822     | Léonard Hilairet                |           | Chirurgien                                            |
| 1822                                     | 1833     | Simon Olivier Seguineau         |           | Notaire                                               |
| 1833                                     | 1848     | Auguste Verger                  |           | Propriétaire Rentier                                  |
| 1848                                     | 1849     | Gabriel Stavelot                |           | Négociant en vin                                      |
| 1849                                     | 1855     | Edmé Girard                     |           | Propriétaire Marchand poilier                         |
| 1855                                     | 1866     | Sicaire Dexam                   |           | Notaire                                               |
| 1866                                     | 1892     | André Aubouin                   |           | Docteur vétérinaire                                   |
| 1892                                     | 1905     | Alcide Beauvais                 |           | Négociant en vin                                      |
| 1905                                     | 1919     | Jean Armand Stavelot            |           | Négociant en vin                                      |
| 1919                                     | 1935     | Ambroise Sablé                  |           | Instituteur                                           |
| 1935                                     | 1944     | Edgard Boisson                  |           | Notaire                                               |
| 1944                                     | 1959     | Georges Raine                   |           | Agriculteur                                           |
| 1959                                     | 1965     | Hubert Bondon                   |           | Agriculteur                                           |
| 1965                                     | 1989     | Jacques Rapp                    |           | Pharmacien/Ancien conseiller départemental            |
| 1989                                     | en cours | Jacky Quesson                   | DVD       | Inséminateur retraité Ancien conseiller départemental |
| Les données manquantes sont à compléter. |          |                                 |           |                                                       |

### Région
À la suite de la réforme administrative de 2014 ramenant le nombre de régions de France métropolitaine de 22 à 13, la commune appartient depuis le 1er janvier 2016 à la région Nouvelle-Aquitaine, dont la capitale est Bordeaux. De 1972 au 31 décembre 2015, elle a appartenu à la région Poitou-Charentes, dont le chef-lieu était Poitiers.

### Politique environnementale
Dans son palmarès 2024, le Conseil national de villes et villages fleuris de France a attribué deux fleurs à la commune.

## Population et société

### Démographie

#### Évolution démographique
L'évolution du nombre d'habitants est connue à travers les recensements de la population effectués à Saint-Genis-de-Saintonge depuis 1793.
D’après le recensement Insee de 2007, Saint-Genis-de-Saintonge compte 1 214 habitants (soit une augmentation de 28 % par rapport à 1999).
L'évolution du nombre d'habitants est connue à travers les recensements de la population effectués dans la commune depuis 1793. Pour les communes de moins de 10 000 habitants, une enquête de recensement portant sur toute la population est réalisée tous les cinq ans, les populations de référence des années intermédiaires étant quant à elles estimées par interpolation ou extrapolation. Pour la commune, le premier recensement exhaustif entrant dans le cadre du nouveau dispositif a été réalisé en 2008.

En 2022, la commune comptait 1 252 habitants, en évolution de +1,54 % par rapport à 2016 (Charente-Maritime : +4,04 %, France hors Mayotte : +2,11 %).
| 1793 | 1800 | 1806 | 1821 | 1831 | 1836  | 1841  | 1846  | 1851  |
| ---- | ---- | ---- | ---- | ---- | ----- | ----- | ----- | ----- |
| 956  | 862  | 968  | 988  | 963  | 1 023 | 1 073 | 1 093 | 1 100 |

| 1856  | 1861  | 1866  | 1872  | 1876  | 1881  | 1886  | 1891  | 1896  |
| ----- | ----- | ----- | ----- | ----- | ----- | ----- | ----- | ----- |
| 1 195 | 1 210 | 1 244 | 1 167 | 1 251 | 1 308 | 1 258 | 1 222 | 1 018 |

| 1901  | 1906  | 1911  | 1921 | 1926 | 1931 | 1936 | 1946 | 1954 |
| ----- | ----- | ----- | ---- | ---- | ---- | ---- | ---- | ---- |
| 1 047 | 1 104 | 1 063 | 943  | 924  | 968  | 956  | 936  | 901  |

| 1962 | 1968 | 1975 | 1982 | 1990 | 1999 | 2006  | 2008  | 2013  |
| ---- | ---- | ---- | ---- | ---- | ---- | ----- | ----- | ----- |
| 896  | 852  | 809  | 906  | 956  | 952  | 1 185 | 1 243 | 1 241 |

| 2018  | 2022  | - | - | - | - | - | - | - |
| ----- | ----- | - | - | - | - | - | - | - |
| 1 255 | 1 252 | - | - | - | - | - | - | - |

#### Pyramide des âges
La population de la commune est relativement âgée.
En 2018, le taux de personnes d'un âge inférieur à 30 ans s'élève à 27,4 %, soit en dessous de la moyenne départementale (29 %). À l'inverse, le taux de personnes d'âge supérieur à 60 ans est de 38,1 % la même année, alors qu'il est de 34,9 % au niveau départemental.
En 2018, la commune comptait 572 hommes pour 683 femmes, soit un taux de 54,42 % de femmes, largement supérieur au taux départemental (52,15 %).
Les pyramides des âges de la commune et du département s'établissent comme suit.
| Hommes | Classe d’âge | Femmes |
| ------ | ------------ | ------ |
| 1,7    | 90 ou +      | 4,7    |
| 11,0   | 75-89 ans    | 16,0   |
| 22,6   | 60-74 ans    | 19,6   |
| 21,5   | 45-59 ans    | 22,0   |
| 13,5   | 30-44 ans    | 12,3   |
| 15,7   | 15-29 ans    | 13,9   |
| 14,0   | 0-14 ans     | 11,6   |

| Hommes | Classe d’âge | Femmes |
| ------ | ------------ | ------ |
| 1,1    | 90 ou +      | 2,6    |
| 10,1   | 75-89 ans    | 12,6   |
| 22     | 60-74 ans    | 23,2   |
| 20,1   | 45-59 ans    | 19,7   |
| 16,1   | 30-44 ans    | 15,6   |
| 15,2   | 15-29 ans    | 12,7   |
| 15,4   | 0-14 ans     | 13,6   |

### Enseignement
Saint-Genis-de-Saintonge est équipé d'un collège de l'enseignement secondaire public qui a reçu 281 élèves à la rentrée 2010. Ceux-ci sont encadrés par un corps professoral de 24 enseignants.

### Cultes
Saint-Genis-de-Saintonge appartient au diocèse catholique de La Rochelle et Saintes, lui-même subdivision de la province ecclésiastique de Poitiers depuis 2002 (de la province ecclésiastique de Bordeaux avant cette date) et au doyenné de Haute-Saintonge.

## Économie
La commune abrite une des plus grandes unités industrielles de production de pop-corn en France (70 % du pop-corn fabriqué dans l'hexagone.
Saint-Genis contribue à la production de caviar français. L'entreprise régionale Sturgeon produit 12 tonnes par an, et rend la France depuis cette année le premier producteur au monde, devançant l'Iran et la Russie où l'esturgeon n'est pas élevé et protégé. La consommation mondiale est de 120 tonnes par an. Saint-Genis est l'un des six sites de cette entreprise, répartis à proximité de l'estuaire de la Gironde.

## Culture locale et patrimoine

### Lieux et monuments

#### Église Notre-Dame-de-l'Immaculée-Conception

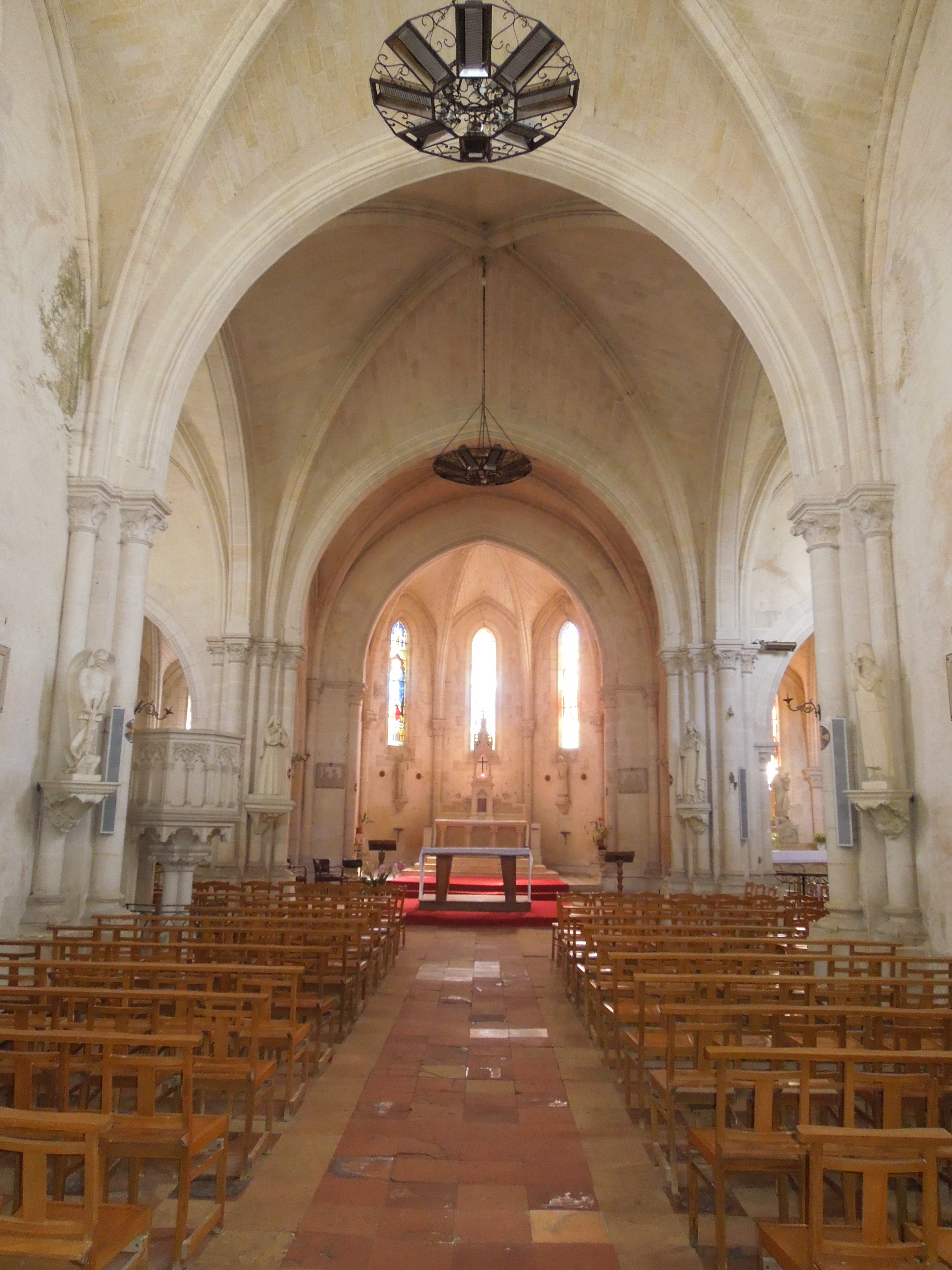
Intérieur de l'église.

Église néo-gothique construite au XIXe siècle sur les plans de Gustave Alaux, elle remplaça un vieux prieuré roman qui dépendait de l'église Saint-Eutrope de Saintes.
Ce nouvel édifice,bâtit dans le style romano-gothique,à la forme d’une croix latine avec le clocher en avant de la nef et dont la base fait porche et se termine par une élégante flèche. Sa construction débuta vers 1864 et fut achevée en 1868.L’emplacement de l’église fut déplacé, en effet elle est construite plus en retrait de la route nationale que le lieu de culte primitif.
Les autels et la chaire sont l’œuvre vers 1875 de Émile Raphaël, sculpteur installé à Saintes place du bois d’amour, fils du sculpteur Camille Raphaël dit Arnold.
Elle remplaça une ancienne église romane qui datait du début du XIIe siècle. C’était un bâtiment de taille modeste et qui fut très remanié. Cet édifice présentait un plan très simple en quadrilatère avec une façade orientée à l’ouest et un chevet semi circulaire dirigé vers l’est. Un campanile au-dessus de la porte contenait en 1677 deux petites cloches.
En 1860, elle se trouvait encastrée dans un ensemble de bâtiments, notamment du côté septentrional. Une fois désacralisée,la municipalité pendant un temps transforma l'ancienne église romane désaffectée en école, la classe avait lieu dans le chœur et le reste de la nef avait été transformé en préau.Après la construction du groupe scolaire et d'une nouvelle mairie en 1885,elle fut rasée avec les bâtiments l'encadrant pour laisser place à une vaste place.

### Patrimoine culturel

#### Langue saintongeaise

Aire linguistique du Saintongeais

La commune est située dans l'aire linguistique du saintongeais, un dialecte faisant partie de la famille des langues d’oïl, branche des langues romanes, qui comprend également le français, l’angevin le picard et le poitevin avec lequel il est souvent regroupé dans un domaine plus vaste, le poitevin-saintongeais.
Le saintongeais  (saintonjhais) est la langue vernaculaire parlée en Saintonge ainsi que dans une partie de l'Aunis, de l'Angoumois, mais aussi dans quelques enclaves de Guyenne (Pays Gabay ou Grande Gavacherie, Petite Gavacherie autour de Monségur dans l'Entre-deux-Mers et enclave du Verdon, en Médoc). On l’appelle parfois aussi le charentais ou encore le patois charentais. Les locuteurs sont dits patoisants.
Le saintongeais a fortement influencé l’acadien et en conséquence, par ricochet, le cadien ; quant au québécois, il a été influencé par les parlers tels que le normand, le francien et le saintongeais.
La langue saintongeaise présente de nombreux traits communs avec des langues telles que le cadien ou l'acadien, ce qui s'explique par les origines saintongeaises d'une partie des émigrants vers la Nouvelle-France au XVIIe siècle.

#### Gastronomie

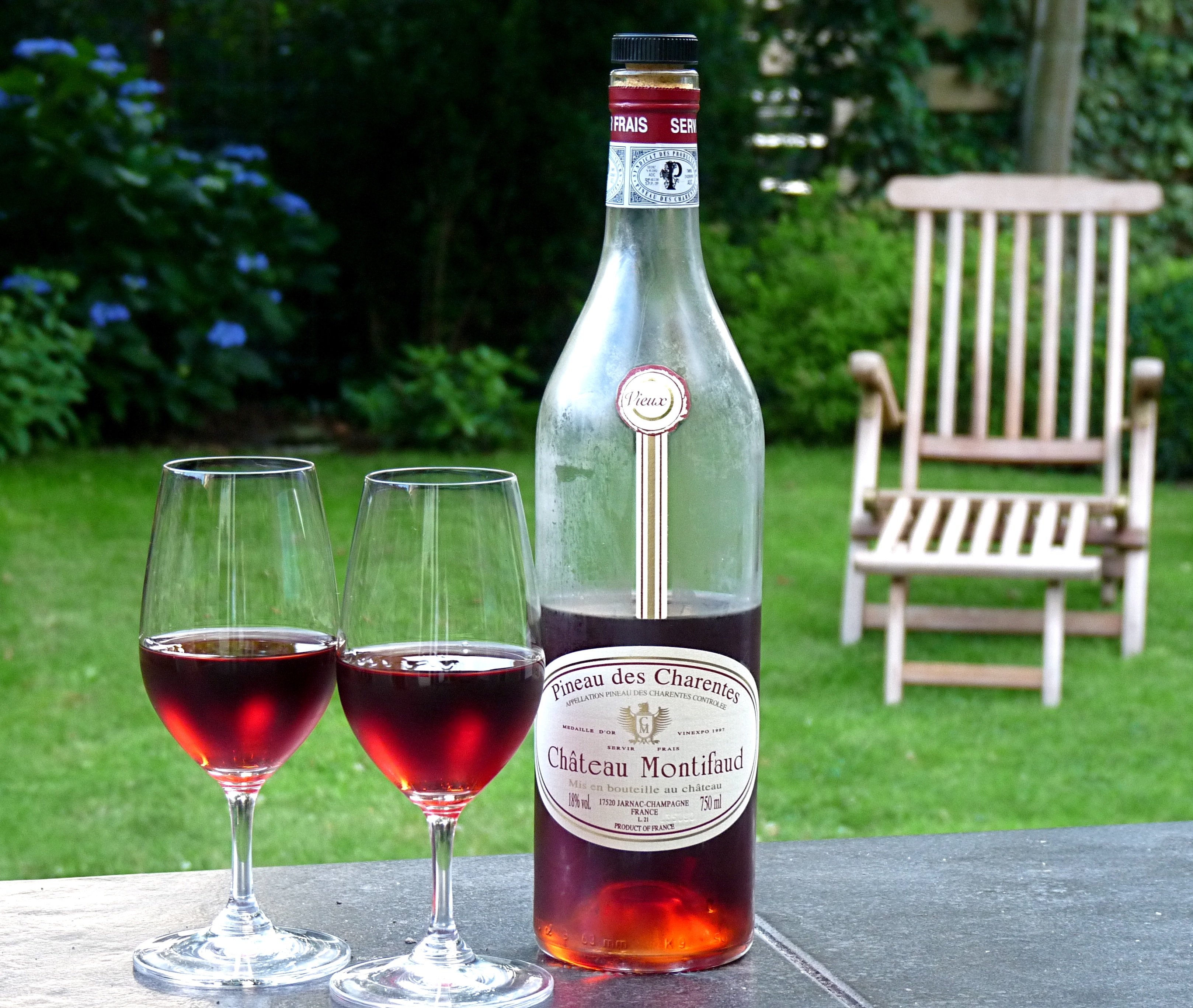
Le pineau des Charentes est un vin de liqueur produit traditionnellement dans la région.

La gastronomie saintongeaise est principalement axée sur trois types de produits : les produits de la terre, les produits de la mer et les produits de la vigne.
Les préparations à base de viande de porc occupent une place prépondérante dans la cuisine régionale : ainsi des gratons ou des grillons, sortes de rillettes à base de viandes rissolées et confites dans leur graisse, du gigorit (ou gigourit), un civet mêlant sang, gorge, foie et oignons, ou de la sauce de pire, à base de fressure, d'oignons et de vin blanc de pays.
La cuisine saintongeaise intègre tout naturellement de nombreuses recettes à base de « cagouilles », le nom local de l'escargot petit-gris. Animal tutélaire de la Saintonge, il est notamment cuisiné « à la charentaise », c'est-à-dire cuit dans un court-bouillon agrémenté de vin blanc, d'ail et de mie de pain.

Zone de production du cognac et du pineau.

Parmi les autres spécialités locales, il convient de noter également les pibales (alevins d'anguille pêchés dans la Gironde, spécialité de Mortagne et de Blaye), les huîtres de Marennes-Oléron, les sardines de Royan, les « thyeusses de gueurnouilles » (cuisses de grenouilles), la sanglette, une galette préparée à base de sang de poulet et d'oignons cuits, le farci saintongeais (variante du farci poitevin), le lapin au pineau, le foie gras ou encore les confits.
Les desserts traditionnels sont issus de la cuisine paysanne : millas (gâteau à la farine de maïs, qu'on retrouve dans une grande partie du Sud-Ouest de la France), galette charentaise, au beurre de Charentes-Poitou, ou encore merveilles (beignets).
Les vignes de la région servent à la confection d'eaux-de-vie réputées, telles que le pineau des Charentes et plus encore, le cognac. La commune de Saint-Genis-de-Saintonge est ainsi intégralement située dans la zone de production des « Bons bois ».

## Équipements, services et vie locale
En 2002, la commune a reçu le label « Ville Internet M ».

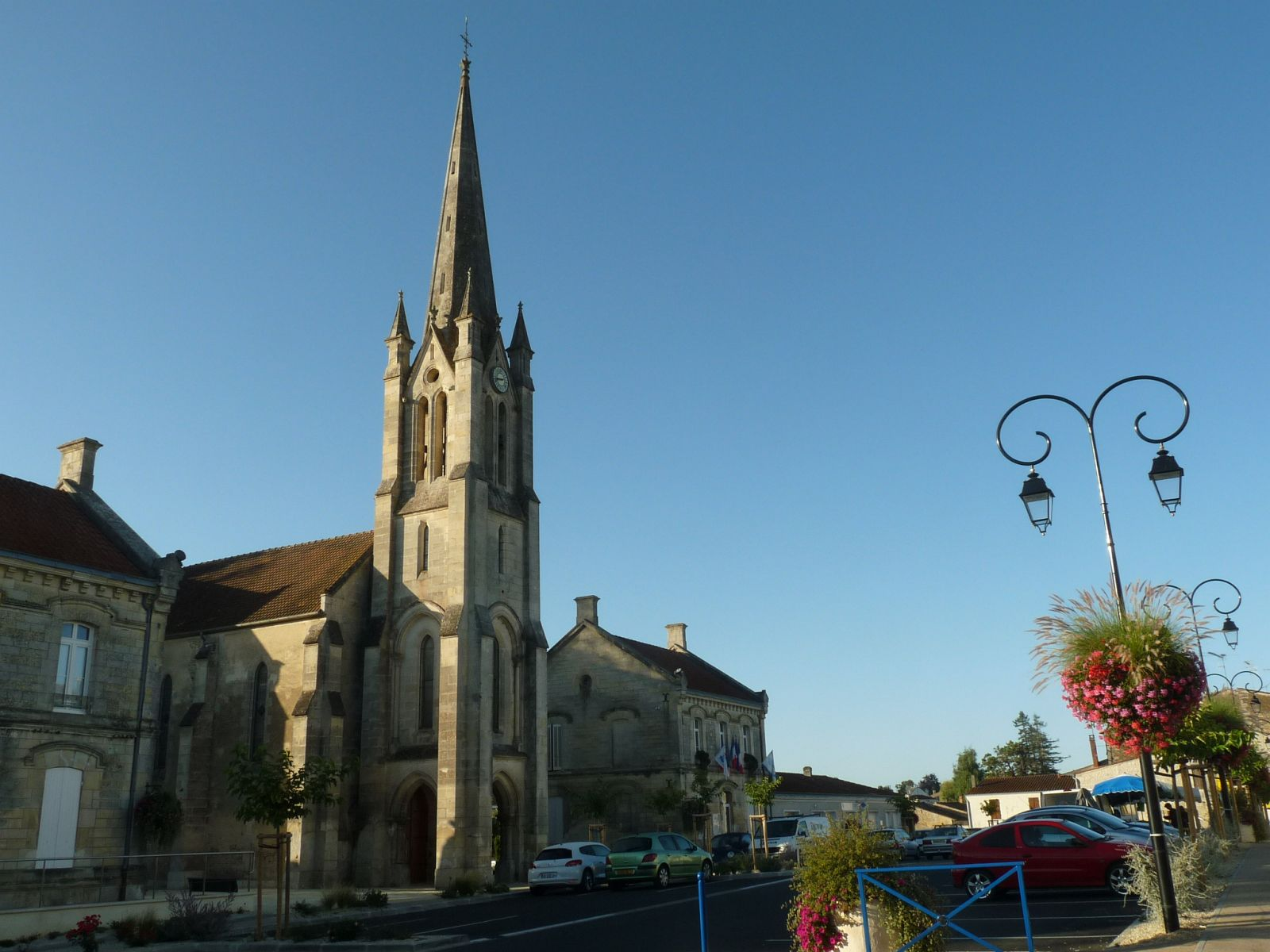
Le centre-ville de Saint-Genis-de-Saintonge.
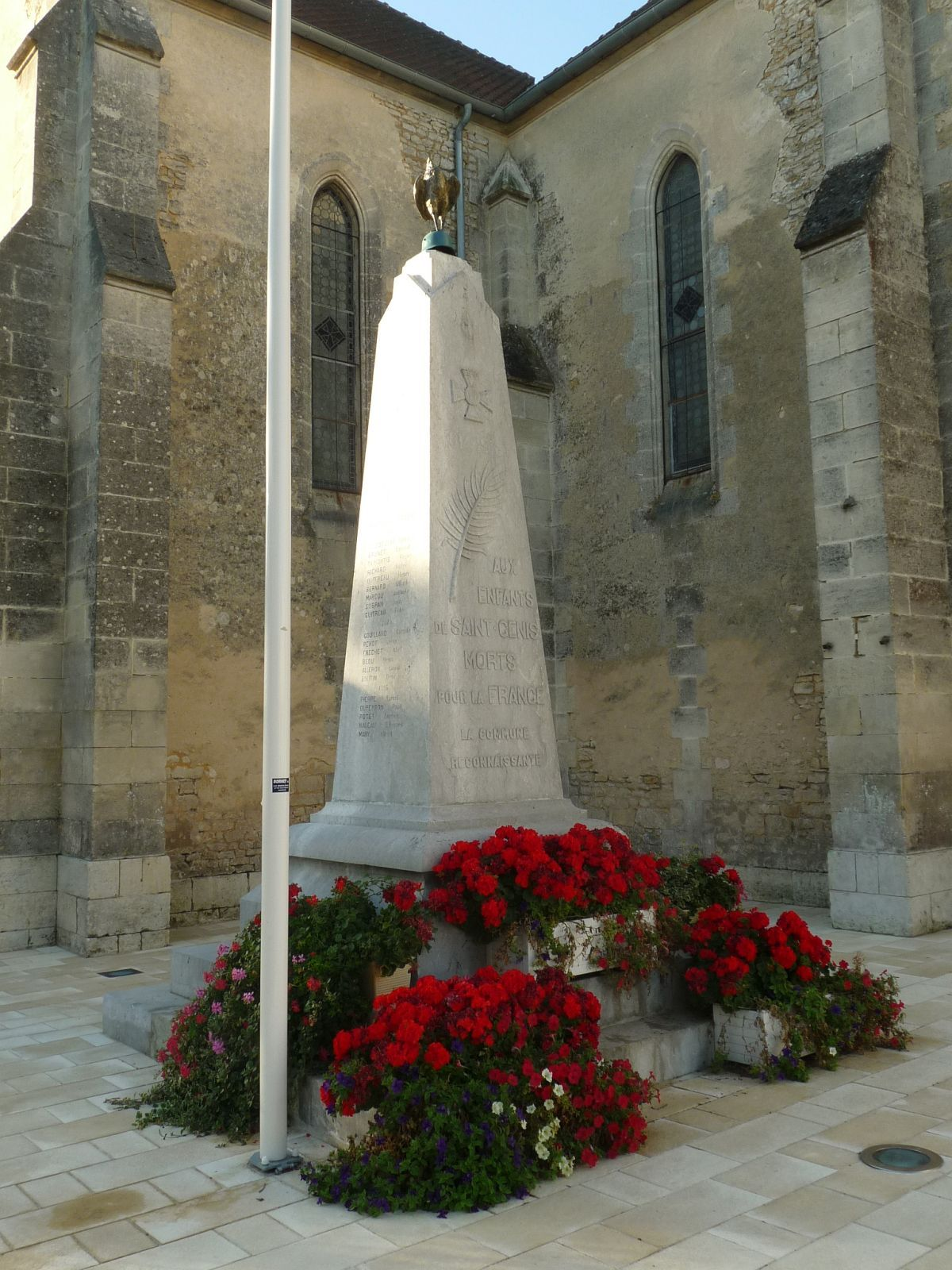
Le monument aux morts.
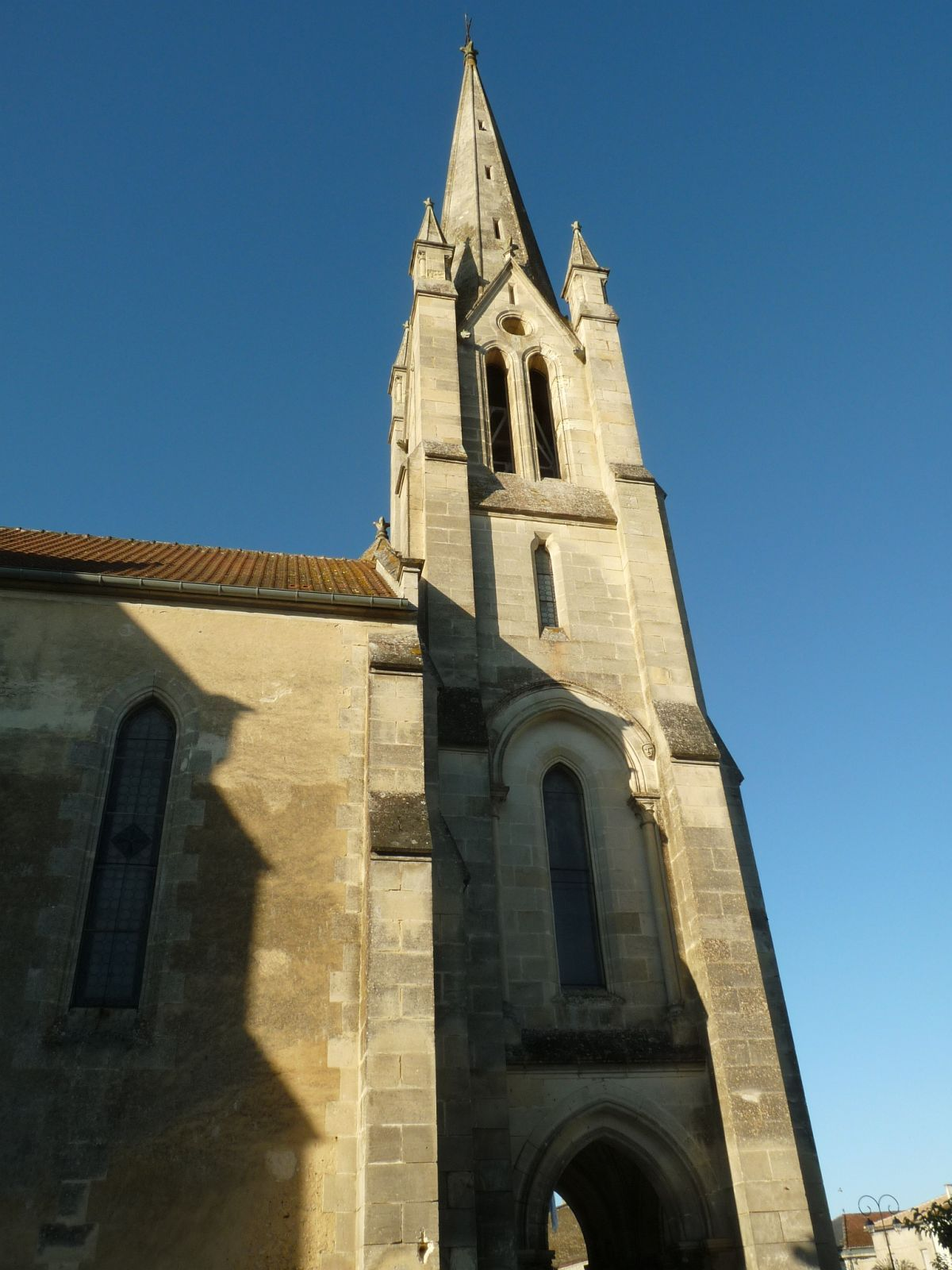
L'église néo-gothique.

## Personnalités liées à la commune

### Personnalités nées dans la commune
- Fernand Gautret (1862-1912), homme politique et haut fonctionnaire.
- Furcy de Lavault (1847-1915), artiste peintre.
- Louis Mencière (1870-1941), médecin.